# Game Change
Game Change (br:Virada no jogo) é um telefilme norte-americano de 2012, dirigido por Jay Roach e exibido pelo canal HBO. É baseado em livro do mesmo nome dos jornalistas John Heilemann e Mark Halperin sobre a eleição presidencial nos Estados Unidos em 2008.
É focado na chapa do partido republicano formado por John McCain e Sarah Palin. Ambos criticaram o filme.

## Sinopse
Steve Schmidt integra-se como principal estrategista na campanha do senador John McCain a presidência dos EUA. Após ganhar a indicação do partido republicano, McCain pensa em ter o senador democrata Joe Lieberman como vice na chapa, mas seus assessores concluem que será necessário uma mulher para obterem alguma chance contra o candidato democrata Barack Obama. Tendo como uma das exigências ser contrária ao aborto, selecionam Sarah Palin, então governadora do Estado do Alasca. Schmidt a aprova assim como McCain. Depois de um início promissor, suas falhas e limitações começam a surgir ao longo da campanha.

## Elenco
- Julianne Moore como Sarah Palin
- Woody Harrelson como Steve Schmidt
- Ed Harris como John McCain
- Ron Livingston como Mark Wallace
- Sarah Paulson como Nicolle Wallace
- Peter MacNicol como Rick Davis
- Tiffany Thornton como Meghan McCain